# New Gods
The New Gods (Les Nouveaux Dieux ou Néo-dieux) sont une race de fiction créée par Jack Kirby pour DC Comics en février 1971. 

## Description
The New Gods sont natifs des planètes jumelles de New Genesis et Apokolips.  New Genesis est une planète utopique recouverte de forêts vierges, de montagnes et de rivières, survolées de cités d'or. Elle est dirigée par le bienveillant Highfather. Apokolips de son côté est une dystopie de cauchemar, recouverte de machines et de gigantesques puits de feu et dirigée par le tyrannique Darkseid. Les deux planètes ne formaient à l'origine qu'un seul monde, divisé en deux des millénaires plus tôt après la mort des Anciens Dieux. Les personnages associés aux New Gods sont souvent désignés collectivement comme "Jack Kirby's Fourth World" (Le Quatrième Monde). 
Les New Gods sont apparus pour la première fois dans  New Gods #1 et Mister Miracle #1 (les deux titres étant publiés en même temps). Les deux autres titres du "Fourth World" étaient Superman's Pal Jimmy Olsen et The Forever People. Plusieurs New Gods – surtout Darkseid – ont interagi avec d'autres personnages de l'univers DC (Batman R.I.P. entre autres). 
Highfather et Darkseid se livrent en effet à des affrontements immémoriaux qui vont se répercuter sur Terre. Dans ces comics, Kirby ne mit aucun frein à son imagination et y introduisit d'innombrables concepts : les tubes boom, les boîtes-mères, la Source, l'équation de l'Anti-Vie, l'Astro-force, les rayons alpha et oméga, etc.

## À noter
On a souvent assimilé la fin des Anciens Dieux au Ragnarök de la mythologie nordique sur laquelle Kirby avait travaillé pour Marvel Comics, notamment dans la série Thor. 
Les deux univers furent d'ailleurs ultérieurement fusionnés à l'occasion d'Amalgam dans le one-shot Thorion Of The New Asgods #1 (Keith Giffen / John Romita Jr.).

## Liste des habitants majeurs de New Genesis
- Big Barda
- The Forever People
- Highfather (en)
- Lightray (en)
- Metron
- Mister Miracle
  - Mister Miracle (Shilo Norman)
- Orion
- Takion (en)
- Infinity-Man (en)
- Bekka (en)
- Forager (en)
- Aarden
- Akarl
- All-Widow (reine des Bugs of New Genesis)
- Antinoos
- Astorr (Infinity Man)
- Atinai (builder)
- Avia (première femme de Highfather, tuée par Steppenwolf)
- Celestia
- Commander Gideon
- Desdemona
- Enkar
- Fastbak
- Jigundus
- K'zandr
- Lonar
- Madame Nature
- Magnar
- Monitors
- Mother Herrae (Chef the Primitives)
- Prime One
- Seagrin
- Sserpa
- Sister Sunlight
- Stanga (Hermite)
- Teledar
- Thunderer II
- Valkyra the Commander
- Vayla

## Liste des habitants majeurs d'Apokolips
- Amazing Grace (en)
- Darkseid
- Desaad (en)
- Les Folles Furieuses
  - Artemiz (en)
  - Bernadeth (en)
  - Bloody Mary (en)
  - Gilotina (en)
  - Mamie Bonheur
  - Lashina (en)
  - Mad Harriet (en)
  - Malice Vundabar (en)
  - Speed Queen (en)
  - Stompa (en)
  - Wunda (en)
- Devilance the Pursuer (en)
- Parademon (en)
- Glorious Godfrey (en)
- Grayven (en)
- Justeen/Meteorra
- Kanto (en)
- Kalibak
- Mantis (en)
- Mortalla (en)
- Steppenwolf
- Tigra (en)
- Virman Vundabar (en)
- Deep Six (en)
  - Gole
  - Jaffar
  - Kurin
  - Shaligo
  - Slig
  - Trok
- Justifiers (en)

## Informations additionnelles sur le Quatrième Monde
Autres concepts et personnages notables du Quatrième Monde :
- Black Racer (en)
- Mother Boxes (en)
- Oberon (en)
- La Source (en)
- Doctor Bedlam (en)

## Autres médias
- Super Friends: The Legendary Super Powers Show
- Superman, l'Ange de Metropolis
- La Nouvelle Ligue des justiciers (Justice League Unlimited)
- Batman : L'Alliance des héros
- La Ligue des justiciers : Nouvelle Génération (Young Justice). Saison 1 épisode 17.

## Liens
- (en) Site officiel
- Ressource relative à la bande dessinée :   - Comic Vine
- (en) Index des histoires du Fourth World
- (fr) New Gods (1°) sur Comics VF
- (fr) New Gods (2°) sur Comics VF
- (fr) New Gods (3°) sur Comics VF
- (fr) New Gods (4°) sur Comics VF
- Orion et les Néo-dieux sur Urban comics